# NGC 4072
NGC 4072 est une galaxie lenticulaire (elliptique ?) située dans la constellation de la Chevelure de Bérénice. NGC 4072 a été découverte par l'astronome germano-britannique William Herschel en 1785.

## Caractéristiques
Sa vitesse par rapport au fond diffus cosmologique est de 6 855 ± 23 km/s, ce qui correspond à une distance de Hubble de 101,1 ± 7,1 Mpc (∼330 millions d'al).
Selon la base de données Simbad, NGC 4072 est une galaxie LINER, c'est-à-dire une galaxie dont le noyau présente un spectre d'émission caractérisé par de larges raies d'atomes faiblement ionisés.